# Alessandro Valesi
Alessandro Valesi (Parma, 8 de junio de 1965) fue un piloto de motociclismo italiano. Participó en el Campeonato del Mundo de Motociclismo entre 1984 y 1989 siempre pilotando en la categoría de 500cc. Su mejor temporada fue la última en la que acabó en decimotercer lugar en la clasificación general de 500cc.

## Resultados de carrera

### Campeonato del Mundo de Motociclismo

#### Carreras por año
Sistema de puntos desde 1969 a 1987:
| Posición | 1.º | 2.º | 3.º | 4.º | 5.º | 6.º | 7.º | 8.º | 9.º | 10.º |
| Puntos   | 15  | 12  | 10  | 8   | 6   | 5   | 4   | 3   | 2   | 1    |

Sistema de puntos desde 1988 a 1992:
| Posición | 1.º | 2.º | 3.º | 4.º | 5.º | 6.º | 7.º | 8.º | 9.º | 10.º | 11.º | 12.º | 13.º | 14.º | 15.º |
| Puntos   | 20  | 17  | 15  | 13  | 11  | 10  | 9   | 8   | 7   | 6    | 5    | 4    | 3    | 2    | 1    |

(Carreras en negrita indica pole position, carreras en cursiva indica vuelta rápida)
| Año  | Clase | Equipo     | Moto    | 1       | 2       | 3      | 4       | 5       | 6       | 7       | 8      | 9       | 10      | 11      | 12      | 13     | 14      | Pts. | Pos. |
| ---- | ----- | ---------- | ------- | ------- | ------- | ------ | ------- | ------- | ------- | ------- | ------ | ------- | ------- | ------- | ------- | ------ | ------- | ---- | ---- |
| 1984 | 500cc | Suzuki     | RSA -   | NAT Ret | SPA -   | AUT -  | GER -   | FRA -   | YUG -   | NED -   | BEL -  | GBR -   | SWE -   | RSM 18  |         |        |         | 0    | -    |
| 1985 | 500cc | Honda      | RSA 17  | SPA Ret | GER -   | NAT -  | AUT -   | YUG Ret | NED -   | BEL -   | FRA -  | GBR -   | SWE -   | RSM -   |         |        |         | 0    | -    |
| 1986 | 500cc | Honda      | SPA -   | NAT Ret | GER -   | AUT -  | YUG -   | NED Ret | BEL Ret | FRA 18  | GBR -  | SWE -   | RSM Ret |         |         |        |         | 0    | -    |
| 1987 | 500cc | Honda      | JPN Ret | SPA 14  | GER DNS | NAT 18 | AUT 15  | YUG 13  | NED Ret | FRA Ret | GBR 19 | SWE Ret | CZE Ret | RSM 12  | POR Ret | BRA -  | ARG -   | 0    | -    |
| 1988 | 500cc | Honda      | JPN 19  | USA 11  | SPA 13  | EXP 10 | NAT 13  | GER 16  | AUT Ret | NED Ret | BEL 12 | YUG Ret | FRA 14  | GBR Ret | SWE Ret | CZE 13 | BRA Ret | 26   | 16.º |
| 1989 | 500cc | Yamaha ´88 | JPN Ret | AUS 11  | USA 11  | SPA 10 | NAT Ret | GER 12  | AUT 12  | YUG Ret | NED 12 | BEL Ret | FRA 13  | GBR Ret | SWE 11  | CZE 14 | BRA 13  | 40   | 13.º |